# 毛舜嶽
毛舜嶽（？—？），字咨虞，號屏江，湖广黄州府麻城县民籍。明朝政治人物。

## 生平
萬曆四十年（1612年）壬子科湖广鄉試舉人，天啓二年（1622年）壬戌科進士。户部观政，八月授北直交河县知县。